# Korpiklaani
Korpiklaani (Vildmarksklanen på finska) är ett finskt folkmetal-band. Korpiklaani hette tidigare Shaman och bildades av Jonne Järvelä. Den viktigaste skillnaden mellan Shaman och Korpiklaani är att Korpiklaani har också vissa texter på engelska istället för bara på nordsamiska och finska. Musikstilen är mer traditionell folk/heavy metal. Målet med namn och stilbytet var att få ett starkare och mer accepterat sound. 
Korpiklaanis musik varierar från paeans med violin och gitarr till sånger om den finska befruktningsguden Pellonpekko. Ibland hittar man typiska trollmetal drag. 
Det har varit en del samarbete mellan Korpiklaani och Finntroll då Järvelä gjorde jojkandet på Finntrolls album Jaktens Tid.

## Medlemmar
Nuvarande medlemmar
- Jonne Järvelä – sång, gitarr (1993–2012), sång (2012–)
- Kalle "Cane" Savijärvi – gitarr (2003–)
- Jarkko Aaltonen – basgitarr (2005–)
- Tuomas Rounakari – violin (2012–)
- Sami Perttula – dragspel (2013–)
- Samuli Mikkonen – trummor (2019–)

Tidigare medlemmar
- Maaren Aikio – sång, slagverk (1993–1996)
- Juke Eräkangas – trummor, keyboard, bakgrundssång (1999)
- Ilkka Kilpeläinen – basgitarr, bakgrundssång (1999)
- Tero Piirainen – gitarr, keyboard, bakgrundssång (1999)
- Samu Ruotsalainen – trummor (2002–2003)
- Janne G`thaur – basgitarr (2002)
- Hosse Latvala – trummor, slagverk (2002)
- Veera Muhli – keyboard (2002)
- Toni Nãykki – gitarr (2002)
- Henri "Trollhorn" Sorvali – keyboard (2002)
- Jaakko "Hittavainen" Lemmetty – violin, jouhikko, säckpipa, flöjt (2003–2011)
- Matson (Matti Johansson) – trummor (2003–2019)
- Toni "Honka" Honkanen – gitarr (2003–2005)
- Ali Määttä – slagverk (2003–2005)
- Arto Tissari – basgitarr (2003–2005)
- Juho Kauppinen – dragspel (2004–2013)
- Teemu Eerola – violin (2011)

## Diskografi

### Under namnetShaman
Studioalbum
- Idja (1999)
- Shamaniác (2002)

Singlar
- "Oðða máilbmi" (1998)

### Under namnetKorpiklaani
Studioalbum
- Spirit of the Forest (2003)
- Voice of Wilderness (2005)
- Tales Along This Road (2006)
- Tervaskanto (2007)
- Korven Kuningas (2008)
- Karkelo (2009)
- Ukon Wacka (2011)
- Manala (2012)
- Noita (2015)
- Kulkija (2018)
- Jylhä (2021)
- Rankarumpu (2024)

Singlar
- "Keep On Galloping" (2008)
- "Vodka" (2009)
- "Ukon wacka" (2010)
- "Metsälle" (2011)
- "Rauta" (2012)
- "Lempo" (2015)
- "FC Lahti" (2016)
- "A Man with a Plan" (2016)
- "Kotikonnut" (2018)
- "Harmaja" (2018)
- "Henkselipoika" (2018)
- "Aallon alla" (2018)
- "Kaljaa" (2019)
- "Pivo Pivo" (2019)
- "Land of a Thousand Drinks" (2019)
- "Leväluhta" (2020)
- "Interrogativa Cantilena" (2022)
- "Krystallomantia" (2022)
- "Gotta Go Home" (2023)